# Shmemis
El castillo Shmemis (en árabe: قلعة شميميس), también conocido ash-Shmemis o ash-Shmamis, es una fortificación ubicada a 5 kilómetros al noroeste de Salamíe, y a 30 kilómetros al sur de Hama, Siria. Se cree que las ruinas del castillo fueron visibles en el período o dinastía ayubí (1171-1250).

## Historia
El castillo Shmemis fue construido por primera vez, en la cima de un volcán extinguido, en el siglo I por Sampsiceramus I, el primer rey sacerdote de la familia real de Emesa. La mayor parte de la estructura original fue destruida por un terremoto. Más tarde fue nuevamente destruida por el rey persa Cosroes II en el año 613. Fue reconstruido después de la expulsión de los mongoles y tártaros de Siria. Actualmente, el castillo se encuentra en ruinas, con paredes parcialmente conservadas.
Desde la distancia, se pueden observar las paredes de roca ubicadas verticalmente. Fueron construidas de forma estratégica utilizando piedras sillares y de basaltos junto con yeso. Desde la muralla del castillo exterior sólo quedan pequeños unos cuantos restos de la edificación. Una característica especial del castillo, es una cisterna profunda que muestra una fosa con cinco metros de diámetro golpeada en la parte sur.